# Uloborus walckenaerius
Uloborus walckenaerius är en spindelart som beskrevs av Pierre André Latreille 1806. Uloborus walckenaerius ingår i släktet Uloborus och familjen krusnätsspindlar. Inga underarter finns listade i Catalogue of Life.

## Bildgalleri

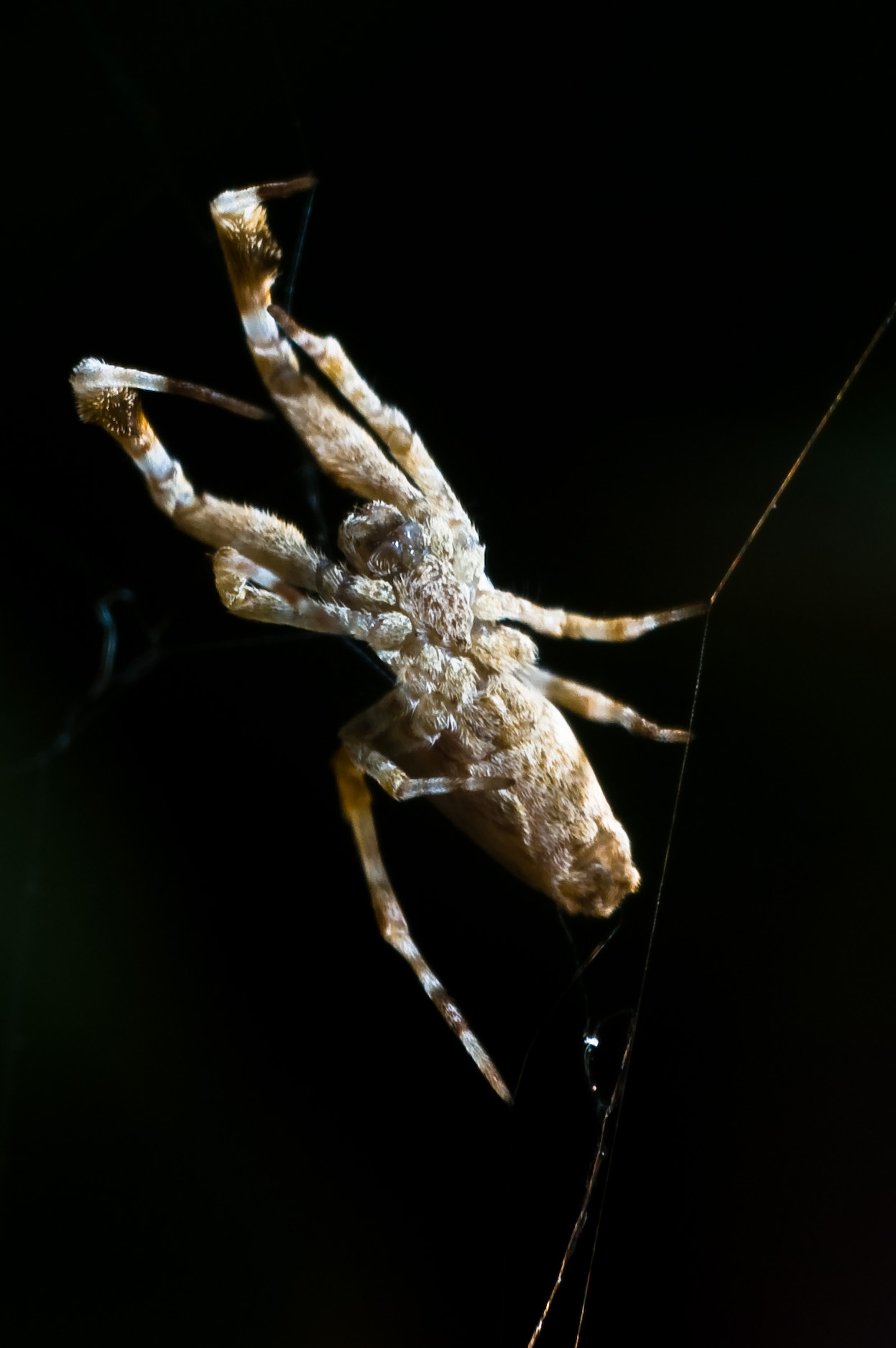
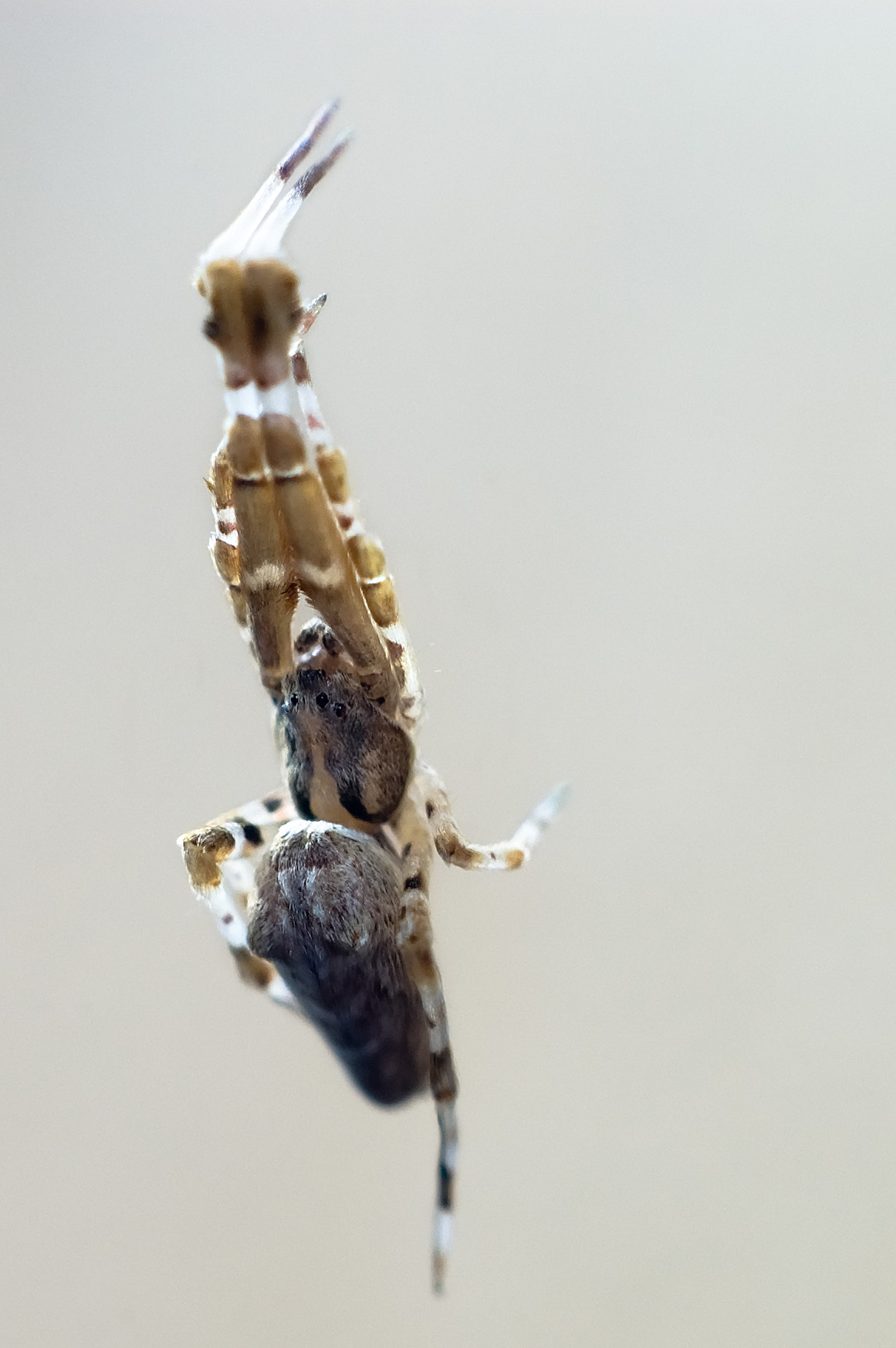